# Abyss (álbum)
Abyss é o quinto álbum de estúdio da banda canadense de heavy metal Unleash the Archers, lançado em 21 de agosto de 2020 pela Napalm Records . É um álbum conceitual que continua a história introduzida no lançamento anterior, Apex. É o primeiro álbum lançado após a saída do baixista Nikko Whitworth e, como ele ainda não foi oficialmente substituído, também marca o primeiro álbum deles gravado como quarteto.

## Antecedentes, produção e escrita
A banda planejou originalmente lançar Apex e Abyss como um álbum duplo, mas eles estavam ficando sem tempo e decidiram lançar Apex isoladamente em 2017. Durante o primeiro semestre de 2019, eles se desconectaram de tudo relacionado ao disco e buscaram novas influências. Na outra metade, eles compuseram o restante das músicas, que viriam a formar o Abyss, e o álbum foi gravado em janeiro de 2020 no Hansen Studios em Ribe, Dinamarca.  Em uma entrevista, a vocalista Brittney Slayes expressou alívio por terem conseguido realizar as gravações antes dos fechamentos da pandemia do COVID-19.
O título, capa e lista de faixas do álbum foram anunciados em 18 de junho de 2020, juntamente com o primeiro single "Abyss".

## Enredo
O álbum continua a história iniciada no Apex; a vocalista Brittney Slayes descreveu o enredo da seguinte maneira:
| “ | Nosso protagonista, O Imortal, é despertado mais uma vez no começo de nossa história, mas desta vez ele está num local desconhecidos: uma nave no meio do espaço. Ele viaja sozinho por um tempo, refletindo sobre seus erros, procurando seu novo mestre. Finalmente, ele o encontra e descobre que é o neto da Matriarca, nossa antagonista. O Imortal tinha levado o pai do neto uns sessenta anos antes para ele ser sacrificado pela Matriarca num ritual para atingir a imortalidade (os acontecimentos de Apex) e agora o neto busca vingança contra a Matriarca com a ajuda da própria arma dela, O Imortal. | ” |

No final, os personagens decidem usar a raiva para elevar sua alma em vez de espalhar o caos. De acordo com Brittney, Abyss trata de tópicos como o bem contra o mal e a luz contra as trevas, enquanto mostra o conflito entre os lados bom e mau do protagonista e sua vontade de definir se ele é apenas uma ferramenta ou um ser livre.

## Composição e informações das faixas
Pela primeira vez, a banda gravou um álbum usando apenas guitarras de sete cordas, e Abyss também os mostra explorando mais o sintetizador. De acordo com Brittney, isso foi feito para "dar uma qualidade diferente do Apex. Queríamos que fosse um álbum com um som mais etéreo."
"Through Stars" foi composta como uma música synthwave "escondida atrás do metal" e "Carry the Flame" foi descrita por Brittney como "um tipo estranho de power ballad"; ambas as canções são influenciadas pela música dos anos 1980. "Legacy" não tem refrão e "Faster Than Light" é tocada em um ritmo mais rápido, semelhante ao do Stratovarius, e descreve o momento em que o Imortal decide parar de fugir de seus erros do passado e enfrentar o que fez.
A faixa final "Afterlife" apresenta orquestrações de Francesco Paoli (Fleshgod Apocalypse). O guitarrista Andrew Kingsley havia escrito originalmente essas partes, mas a banda sentiu que soavam como um computador e o produtor Jacob Hansen, que havia mixado e masterizado o álbum Veleno (2019) do Fleshgod Apocalypse, contatou Ferrini, que trabalhou no material de Kingsley.

## Lançamento e divulgação
O álbum foi lançado em formatos digital e físico, incluindo um gatefold de disco duplo em cores diferentes. Há também uma edição limitada em formato "áudiolivro de luxo" contendo duas faixas bônus (uma versão synthwave de "Abyss" e uma versão folk pop de "Soulbound") e um disco bônus com versões instrumentais das canções regulares.
No dia seguinte ao lançamento do álbum, a banda se apresentou ao vivo no The Rickshaw Theatre em Vancouver e transmitiu o show. A banda planeja lançar uma graphic novel em dois livros sobre a história da Apex e Abyss.

## Lista de faixas
| N.º            | Título                          | Duração |  |
| 1.             | "Waking Dream"                  | 3:45    |  |
| 2.             | "Abyss"                         | 6:44    |  |
| 3.             | "Through Stars"                 | 5:34    |  |
| 4.             | "Legacy"                        | 5:26    |  |
| 5.             | "Return to Me"                  | 5:34    |  |
| 6.             | "Soulbound"                     | 3:54    |  |
| 7.             | "Faster Than Light"             | 5:11    |  |
| 8.             | "The Wind That Shapes the Land" | 8:36    |  |
| 9.             | "Carry the Flame"               | 4:42    |  |
| 10.            | "Afterlife"                     |         |  |
| Duração total: | Duração total:                  | 55:56   |  |

## Créditos
Unleash the Archers
- Brittney Slayes - vocais
- Andrew Kingsley - guitarras, vocais em "Carry the Flame", sintetizador, produção
- Grant Truesdell - guitarras, vocais
- Scott Buchanan - bateria

Membros de apoio e convidados
- Benjamin Arscott - baixo[1]
- Francesco Ferrini ( Fleshgod Apocalypse ) - orquestrações em "Afterlife"[5]

Pessoal técnico
- Jacob Hansen - engenharia, mixagem e masterização[3][4][5]

## Recepção
| Críticas profissionais | Críticas profissionais |
| Avaliações da crítica  | Avaliações da crítica  |
| Fonte                  | Avaliação              |
| ---------------------- | ---------------------- |
| The Progspace          | [ 1 ]                  |
| Metal Hammer           | [ 8 ]                  |

Bob, do Progspace, disse: "O Power Metal pode parecer meio cafona às vezes, e não está tão no topo da minha lista de gêneros favoritos. Mas este álbum de Unleash the Archers é excepcional" e chamou Abyss de "impressionante ". Escrevendo para a Metal Hammer, Holly Wright disse que o álbum faz o ouvinte concluir que a banda cresceu e descreveu "Legacy" como "uma mistura em espiral de Deafheaven, DragonForce e Devin Townsend " e a "peça central da carreira" da banda.